# Kruševo Brdo I (Kotor Varoš)
Pour les articles homonymes, voir Kruševo Brdo I.
Kruševo Brdo I (en serbe cyrillique : Крушево Брдо I) est un village de Bosnie-Herzégovine. Il est situé dans la municipalité de Kotor Varoš et dans la république serbe de Bosnie. Selon les premiers résultats du recensement bosnien de 2013, il compte 37 habitants.
Avant la guerre de Bosnie-Herzégovine, le village faisait entièrement partie de la municipalité de Kotor Varoš ; après la guerre, son territoire a été partiellement rattaché à la municipalité de Travnik, intégrée à la fédération de Bosnie-et-Herzégovine.

## Démographie

### Répartition de la population par nationalités (1991)
En 1991, le village comptait 398 habitants, répartis de la manière suivante :

### Communauté locale
En 1991, Kruševo Brdo I faisait partie de la communauté locale de Kruševo Brdo qui comptait 1 188 habitants, répartis de la manière suivante :